# 新起村
新起村（英語：San Hei Tsuen）是位於香港元朗區屏山的一條鄉村，為屏山鄉的一條原居民鄉村。新起村位處青山公路廿六咪，在灰沙圍與唐人新村之間。因鄉村規模較少，村務交由同宗的灰沙圍管理。

## 歷史
新起村是屏山鄧氏建立的「三圍六村」之一。「三圍六村」分別為：上璋圍、橋頭圍、灰沙圍、坑頭村、坑尾村、塘坊村、新村、洪屋村及新起村。新起村的鄧氏居民源於屏山鄧繼美祖，該房後人從坑尾村分支到橋頭圍，約一百多年前再有分支建立新起村。
新起村的規模較少，位於屏唐北街和屏唐西街交界，現在有約20戶人家，當中仍然有數間傳統瓦頂單層平房。新起村周邊的農田，自1960年代後逐漸成為寮屋區。1980年代初起，廣大的木屋區和農場已規劃成一片工廠區，建有物流業、五金業和汽車維修業的廠房。

## 外部連結
- 居民代表選舉灰沙圍（屏山）的劃定現有鄉村範圍（2019至2022年） （页面存档备份，存于）